# Arla
Arla，一種分散式檔案系統，是安德魯檔案系統的開放原始碼分支，由瑞典皇家工學院於1993年開發，但是還未到實用程度就停止。至1997年，這個計劃才又重新啟動。

## 歷史
1993年，Björn Grönvall在皇家工學院開始這個計劃，Assar Westerlund與Johan Danielsson隨後加入。但這個計劃在開發到實用程度之前，就被中止了。
1997年秋天，這個計劃重新開始了，但仍未開發到穩定階段。目前在OpenBSD、FreeBSD、NetBSD、Linux、Solaris、Tru64與Mac OS X上都已經完成實做。

## 外部連結
- Arla計劃網頁